# ADS 16402
ADS 16402是一個位於蠍虎座的雙星系統，1831年由約翰·赫歇爾發現，兩個恆星的大小都和太陽差不多，它們之間相隔1500個天文單位，其中在ADS 16402B 的恆星傍發現一個叫做HAT-P-1b的行星。